# Cayo Marcio Fígulo
Cayo o Gayo Marcio Fígulo  fue un político y militar romano del siglo II a. C.

## Carrera pública
Ocupó el consulado por primera vez en el año 162 a. C. Durante los comicios el líder de la centuria prerrogativa murió y los arúspices declararon nula la elección. Sin embargo, Tiberio Sempronio Graco, el cónsul que presidía el comicio, mantuvo su validez y Fígulo fue enviado a la provincia de la Galia Cisalpina.
Más tarde Sempronio Graco escribió al Senado diciendo que había cometido un error al no escuchar los auspicios y Fígulo renunció al cargo.
Fue elegido cónsul por segunda vez en el año 156 a. C. y le asignaron como provincia Iliria, que estaba en guerra. Después de algunas derrotas iniciales ante los dálmatas, en una campaña de invierno consiguió vencerlos ocupando sus ciudades menores y finalmente la capital Delminium.